# Hermann Einstein
Hermann Einstein (Bad Buchau, 30 agosto 1847 – Milano, 10 ottobre 1902) è stato un imprenditore tedesco, pioniere dell'industria elettrica e padre di Albert Einstein.

## Biografia
Era figlio di Abraham Einstein (1808-1868) ed Helene Moos (1814-1887). Dal suo matrimonio con Pauline Koch (1858-1920), oltre ad Albert, nacque la figlia Maja (1881-1951).
Fu coproprietario, insieme al fratello Jacob, della Elektrotechnische Fabrik J. Einstein & Cie, una fabbrica di apparecchiature elettriche da utilizzare per l'allora nuova illuminazione elettrica delle strade. La fabbrica, con circa 300 dipendenti, era situata a Monaco di Baviera a Lindwurmstraße n. 127; l'edificio venne distrutto durante la Seconda guerra mondiale e oggi al suo posto vi è una scuola.
Gli Einstein elettrificarono il sito in cui si svolgeva l'Oktoberfest e le strade di Schwabing che conducevano alla birreria Salvator. Le lampadine usate erano della AEG. Fra i loro clienti vi erano, tra gli altri, la fabbrica di birra Pschorr e un'importante clinica, la Klinikum rechts der Isar.
A seguito della concorrenza costituita da Siemens & Halske e AEG, che si erano specializzati in corrente alternata, le quote di mercato si erano ridotte e gli Einstein si specializzarono in apparecchiature per corrente continua, ma nel 1893 andarono incontro a un fallimento.
Nel 1894, convinti dall'ingegnere torinese Lorenzo Garrone, i fratelli Einstein si trasferirono a Milano e fecero costruire a tempo di record una fabbrica a Pavia, sul Naviglio. Nel 1896, a causa di una crisi che li portò a un nuovo fallimento, furono costretti a cessare l'attività.
Il solo Hermann tornò a Milano, dove aprì una piccola fabbrica di dinamo in via Antonio Lecchi.
Hermann Einstein morì a Milano, e venne tumulato nel locale Cimitero Monumentale; decenni dopo venne traslato nel Civico Mausoleo Palanti, una ex edicola privata dello stesso Monumentale, al Riparto V, destinata ad "illustri cittadini".